# 正木棟馬
正木 棟馬（まさき とうま、本名：薛 棟圭〈ソル・ドンギュ〉、1983年9月15日 - ）は日本で活動するミュージカル俳優である。ソウル特別市出身で現在は日本在住。劇団四季所属。

## 来歴
ソウル芸術大学演劇科卒業後は韓国でミュージカル俳優として活動していた。2009年10月に劇団四季オーディションを合格し日本に移住する。おなじく韓国出身の神永東吾もこのオーディションに合格しており同期である。来日当初はカタカナ表記の本名で活動し、2010年5月23日にALSOKホールで開幕したマンマ・ミーア!広島公演のアンサンブル5枠役で初舞台に出演し、同年12月12日に開幕したマンマ・ミーア!東京公演からは改名して出演している。2015年に開幕したアラジンではバブカック役で初演キャスト候補者としてノミネートされ。
、7月15日に2代目バブカック役として初出演を果たした

## 人物
趣味はプロ野球観戦で、飯田洋輔の影響を受け阪神タイガースのファンとなり、一緒に試合観戦をしている。

## 主な出演作品
- マンマ・ミーア!（2010年アンサンブル4枠）
- ジーザス・クライスト・スーパースター（2011年アンサンブル2枠、2011年司祭2、2024年司祭1）
- ひばり（2012年英国兵士、2024年ブードゥス）
- キャッツ（2012年バストファージョーンズ、アスパラガス=グロールタイガー）
- アラジン（2015年バブカック）

※括弧内の年は初出演年